# Cody Walker (rugby à XIII)
Pour les articles homonymes, voir Cody Walker et Walker.

a Compétitions nationales et continentales officielles uniquement.

b Matchs officiels uniquement.
Cody Walker, né le 10 janvier 1990 à Nowra, est un joueur de rugby à XIII australien évoluant au poste de demi d'ouverture ou d'arrière dans les années 2010.
Professionnel sur le tard après avoir longtemps évolué dans les équipes réserves de National Rugby League (« NRL »), il fait ses débuts avec les Rabbitohs de South Sydney lors de la saison 2016 en NRL en jouant alternativement avec Greg Inglis au poste de demi d'ouverture ou d'arrière, en étant régulièrement titulaire. À partir de 2018, il est fixé au poste de demi d'ouverture en formant la charnière de South Sydney avec Adam Reynolds. Il marque régulièrement des essais. Cela l'amène à disputer également le City vs Country Origin en 2017. Il possède des aptitudes à botter en l'absence d'Adam Reynolds.
Son frère, Ryan Walker, a également évolué en NRL tout comme son cousin Shannon Walker.

## Biographie
Il réalise un quadruplé (quatre essais marqués dans un même match) lors de la rencontre de South Sydney contre les Warriors de New Zealand le 13 avril 2019.

## Palmarès
- Collectif : 
  - Vainqueur du State of Origin : 2019 (Nouvelle-Galles du Sud).
  - Finaliste de la National Rugby League : 2021 (South Sydney).

- Individuel :
  - Élu meilleur demi d'ouverture de la National Rugby League : 2021 (South Sydney).

### En club

#### Statistiques
| Saison | Club                   | Compétition           | Matchs | Points | Essais | Goals | Drops |
| ------ | ---------------------- | --------------------- | ------ | ------ | ------ | ----- | ----- |
| 2016   | South Sydney Rabbitohs | National Rugby League | 20     | 52     | 8      | 10    | -     |
| 2017   | South Sydney Rabbitohs | National Rugby League | 24     | 24     | 6      | -     | -     |
| 2018   | South Sydney Rabbitohs | National Rugby League | 27     | 48     | 12     | -     | -     |
| 2019   | South Sydney Rabbitohs | National Rugby League | 8      | 36     | 9      | -     | -     |
| 2020   | South Sydney Rabbitohs | National Rugby League | 21     | 40     | 10     | -     | -     |
| 2021   | South Sydney Rabbitohs | National Rugby League | 0      | -      | -      | -     | -     |